# Александровка (Петропавловский район, Воронежская область)
Александровка — хутор в Петропавловском районе Воронежской области.
Входит в состав Новобогородицкого сельского поселения.

## География
Расположен у реки Криуша.

### Улицы
- ул. Дачная
- ул. Луговая

## Население
| 2010 |
| ---- |
| 30   |